# Michael Schjønberg
Michael Schjønberg Christensen (Esbjerg, 19 januari 1967) is een Deens voetbalcoach en gewezen voetballer. Tot 2011 trainde hij in zijn geboorteland FC Vestsjælland.

## Carrière als speler

### Esbjerg
Michael Schjønberg maakte in 1987 zijn debuut voor Esbjerg fB. De struise voetballer speelde toen nog als aanvallende middenvelder. In de winter van 1989 mocht hij samen met ploegmaat Jesper Kristensen testen bij Bayern München. Het was toenmalig Bayernspeler Allan Nielsen, die eveneens van Esbjerg afkomstig is, die hen naar Duitsland haalde.

### Hannover 96
Hans-Dieter Schmidt was tijdens Schjønberg testperiode bij Bayern trainer van het tweede elftal van de Duitse topclub. Toen Schmidt later trainer van tweedeklasser Hannover 96 werd, bood hij Schjønberg een contract aan. De Deen maakte in 1990 de overstap naar Hannover.
Bij de Duitse club werd Schjønberg omgeschoold tot een verdediger. De gewezen middenvelder werd een aanvallend ingestelde linksachter. In 1992 veroverde hij met Hannover de beker. In de finale haalde de club het na strafschoppen van Borussia Mönchengladbach. Schjønberg trapte de beslissende penalty binnen. Het leverde hem een verbeterd contract op en de aanvoerdersband. Maar omdat hij niet voor de nationale ploeg geselecteerd werd, besloot hij midden jaren 90 andere oorden op te zoeken.

### Odense BK
Schjønberg, die in 1992 al dicht bij een transfer naar Odense BK stond, keerde in 1994 terug naar Denemarken. Dat leverde hem enkele maanden later, in januari 1995, zijn eerste selectie voor de nationale ploeg op. Odense schakelde dat seizoen in de UEFA Cup onder meer Real Madrid uit en bereikte zo de kwartfinale.

### Kaiserslautern
In 1996 vertrok de verdediger terug naar Duitsland, waar hij zich ditmaal aansloot bij tweedeklasser 1. FC Kaiserslautern. In zijn eerste seizoen promoveerde hij met Kaiserslautern naar de Bundesliga. Maar daar eindigde het succesverhaal niet, in de openingswedstrijd van het seizoen 1997/98 scoorde Schjønberg het beslissende doelpunt tegen titelverdediger Bayern München. Kaiserslautern bleef het hele seizoen verrassen en sloot het seizoen zelfs af als landskampioen. Het was de eerste keer dat een promovendus de titel wist te veroveren.
In het seizoen 1999/00 speelde de Deense verdediger een opmerkelijke wedstrijd voor Kaiserslautern. Toen zowel eerste doelman Georg Koch als reservedoelman Uwe Gospodarek tijdens een duel tegen SC Freiburg uitviel, kreeg Schjønberg de opdracht om het doel te verdedigen. De Deen slikte één doelpunt, maar stopte ook een strafschop. In 2001 zette Schjønberg, die op dat ogenblik al een tijdje geteisterd werd door blessures, een punt achter zijn spelerscarrière.

## Nationale ploeg
Michael Schjønberg debuteerde in 1995 tijdens de strijd om de Koning Fahd Cup voor het Deens voetbalelftal. Hij speelde elke wedstrijd op het toernooi, dat uiteindelijk ook gewonnen werd door Denemarken door in de finale Argentinië met 2-0 te verslaan. Het was toenmalig bondscoach Richard Møller Nielsen die hem zijn debuut voor de nationale ploeg gunde.
De bondscoach selecteerde hem vervolgens samen met spelers als Thomas Helveg, Peter Schmeichel, Brian en Michael Laudrup voor het EK 1996 in Engeland. Schjønberg kwam tijdens het toernooi twee keer in actie. Twee jaar later mocht hij van de Zweedse bondscoach Bo Johansson ook naar het WK in Frankrijk. Schjønberg startte als vaste linksachter maar speelde tijdens het toernooi zijn plaats kwijt aan Jan Heintze. Johansson selecteerde hem nadien ook voor het Euro 2000. Schjønberg speelde drie wedstrijd op het EK. Het laatste duel, tegen Tsjechië, was tevens zijn laatste interland.

## Carrière als trainer
In juli 2003 werd Michael Schjønberg jeugdcoach bij zijn ex-club Kaiserslautern. Een jaar later werd hij samen met zijn vriend Allan Nielsen trainer van de Deense eersteklasser Herfølge BK. De club zakte naar de tweede divisie, maar Schjønberg bleef trainer.
Hij verliet Herfølge in november 2005 om aan de slag te gaan als assistent-trainer bij Hannover 96. De gewezen voetballer werd er hulptrainer onder hoofdcoach Peter Neururer. Toen die laatste in september 2006 ontslagen werd, werd Schjønberg gedurende één bekerwedstrijd hoofdcoach van Hannover. Toen de nieuwe trainer, Dieter Hecking, zijn eigen assistent meebracht, werd Schjønberg verantwoordelijk voor het tweede elftal van Hannover.
Van april tot november 2007 was hij sportief directeur van Kaiserslautern. Diezelfde functie vervulde hij ook van 2008 tot 2011 bij FC Vestsjælland. Op 1 april 2009 werd hij eveneens trainer van Vestsjælland. Op 29 juni 2011 werd hij aan de deur gezet.

## Erelijst

### Als speler
| Nationaal                    |    |      |
| Duits kampioen               | 1x | 1998 |
| DFB-Pokal                    | 1x | 1992 |
| Kampioen in de 2. Bundesliga | 1x | 1997 |
| Internationaal               |    |      |
| Koning Fahd Cup              | 1x | 1995 |